# Babu Santana
Alexandre da Silva Santana (Rio de Janeiro, 10 de dezembro de 1979), mais conhecido como Babu Santana, é um ator e cantor brasileiro. Vindo do grupo de teatro "Nós do Morro", fez diversos filmes e novelas, tendo ganhado notoriedade após interpretar Tim Maia na cinebiografia do cantor. Ganhou duas vezes o Grande Otelo, maior prêmio do cinema brasileiro.

## Biografia

### 1979–2007: Início da carreira eCidade de Deus
Babu cresceu no Morro do Vidigal, no Rio de Janeiro. Começou a trabalhar cedo em uma barraca na Praia de Ipanema e também fez faxina, foi pedreiro, aderecista de escola de samba e eletricista. Seu pai trabalhava como segurança no Teatro Fênix, onde a Globo gravava algumas de suas produções e ele as vezes ia nos programas. Essas idas a programas de auditório e um casal de tios, que sempre o incentivaram a consumir cultura, iniciaram seu interesse na carreira artística. Começou a atuar no Teatro Nós do Morro em 1997.
Na infância era chamado por colegas de babuíno, e não gostava do apelido. Em uma entrevista ele conta que, algum tempo depois, reencontrou um amigo que, ao chamá-lo assim, pediu desculpas e se corrigiu dizendo que ia chamá-lo de Babu. Já mais maduro, ele gostou da adaptação, ao lembrar que seu pai também era chamado assim quando era segurança — uma referência ao gênio atrapalhado da série animada Jeannie, sequência do sitcom estadunidense Jeannie é um Gênio — e dessa ressignificação do apelido preconceituoso surgiu seu nome artístico. Em outra entrevista, ele comenta que se apropriou do "Babu" também como uma "retaliação" e que isso melhorou sua autoestima.
Seu primeiro filme lançado foi Cidade de Deus, onde fez um personagem menor. Entretanto, havia gravado O Homem do Ano e Uma Onda no Ar antes. Em 2007, com o personagem Bujiú no filme Estômago, conquistou diversos prêmios de ator coadjuvante, como o "Grande Otelo".

### 2008–2019: Interpretando Tim Maia e ganhando vários prêmios

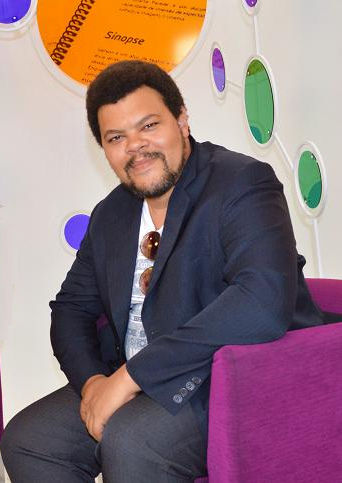
Em 2014

O grande reconhecimento viria em 2014, quando interpretou a fase adulta do protagonista Tim Maia na cinebiografia do cantor, pelo qual foi elogiado pela crítica e ganhou novos prêmios, como o segundo Grande Otelo da carreira, agora de ator protagonista. Babu se envolveu em uma nova cinebiografia, Welcome Maguila, onde iria interpretar o protagonista Maguila. Ele inclusive começou a treinar boxe e perder peso devido à diferença de corpo entre o pugilista e seu papel anterior em Tim Maia. O filme acabou cancelado em 2016 após problemas de captação de recursos.
Já participou de mais de 20 filmes na carreira, sem contar novelas e séries na TV Globo, Record e Multishow. A fama como ator não trouxe grandes ganhos financeiros. Até a participação no Big Brother Brasil, ele e sua família viviam em uma casa simples alugada na Ilha da Gigóia, na Zona Oeste do Rio de Janeiro.
Ele interpretou inúmeros policiais e bandidos em produções televisivas. Em uma entrevista onde foi questionado por esse fato "curioso", ele comentou que "isso se deve à nossa sociedade, que vê um bandido ou um policial como um cara alto, truculento, com cara mau e negro. Há uma associação entre a violência e a imagem dos negros e de pessoas dos guetos. Então, tenho o visual perfeito para esses personagens". Logo depois, ele também colocou que, no teatro, faz papéis muito mais variados.
Além de ator, Babu também tem uma banda, chamada Babu Santana e Os Cabeças de Água-Viva. A banda mistura samba, reggae, soul e funk.

### 2020–presente:Big Brother Brasile contratos com a TV Globo

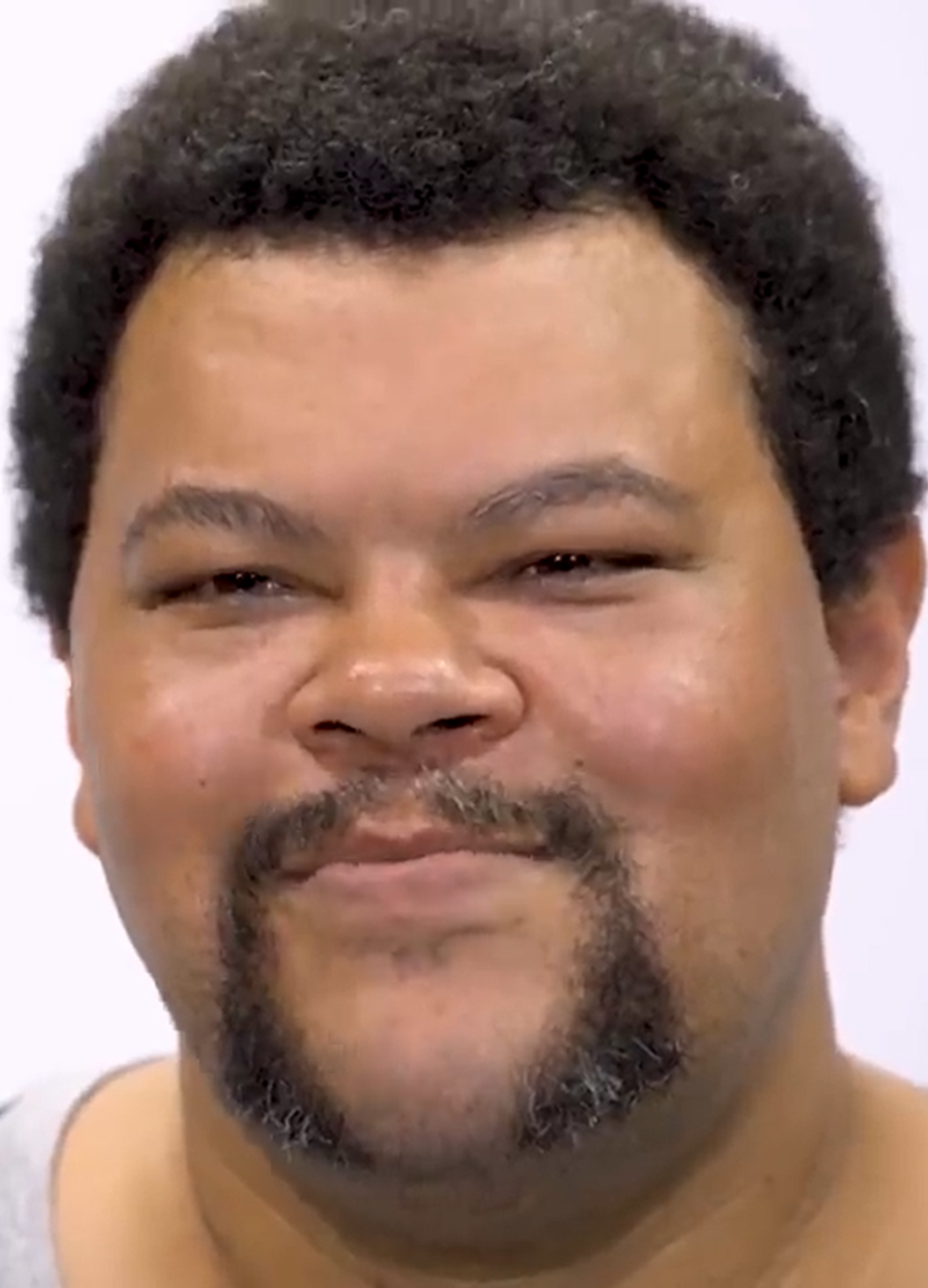
Chamada de Babu Santana antes da estreia do Big Brother Brasil 20

Em 2020, foi convidado pela Rede Globo para participar da vigésima temporada do Big Brother Brasil, cuja temporada selecionou participantes já famosos e anônimos. Babu foi o décimo sétimo eliminado do reality show com 57,15% dos votos ao enfrentar as participantes Rafa Kalimann e Thelma Assis, terminando em quarto lugar na competição. O ator detém o recorde de mais paredões enfrentados na história do programa (10 paredões), sendo eliminado no seu décimo paredão.
Após sua passagem pelo BBB20 e seu sucesso no programa, o ator fechou contrato com a TV Globo em maio de 2020. Enquanto ainda estava confinado, Babu teve dois singles lançados, "Sou Babu" e "Soul África", e recebeu sinalizações de interesse de produtores como Felipe Neto e Daniel Ortiz, diretor da novela Salve-se Quem Puder. A confirmação veio na sequência. Em 17 de maio de 2021, seria exibido o primeiro capítulo inédito da nova fase da novela, com a presença de Babu Santana, interpretando o personagem Nanico. O filme biográfico Welcome Maguila também foi retomado, ajudado pela grande visibilidade conseguida por Babu, e deve seguir contando com o ator no papel do protagonista. Babu criou o selo musical Paizão Records em 2021 durante a pandemia. O projeto busca dar visibilidade aos artistas do cenário do rap, funk e, principalmente, do trap, também para aumentar o espaço do gênero dentro da complexa bolha do mainstream.

## Vida pessoal
Babu tem três filhos: Laura, Carlos e Pinah. Atualmente namora a modelo e atriz Tatiane Melo. Anunciou candidatura pelo Partido Socialismo e Liberdade (PSOL) ao cargo de vereador na eleição municipal do Rio de Janeiro em 2024.

### Ancestralidade
Babu submeteu-se a um exame de ancestralidade genética em 2021, revelando a ascendência mista do ator, que abrange indígenas, beninenses, angolanos, argelianos, tunisianos, espanhóis e escandinavos.

## Filmografia

### Televisão
| Ano     | Título                       | Personagem / Cargo                    | Notas                                                   |
| ------- | ---------------------------- | ------------------------------------- | ------------------------------------------------------- |
| 2001    | Malhação                     | Zé                                    | Episódio: "18 de outubro"                               |
| 2002    | Cidade dos Homens            | Birão                                 | Episódio: "Correio"                                     |
| 2003    | Sabor da Paixão              | Bartu                                 | Episódio: "7 de fevereiro"                              |
| 2003    | Carga Pesada                 | Antônio                               | Episódio: "Companheiros"                                |
| 2004    | A Grande Família             | Soldado                               | Episódio: "A Esposa Modelo"                             |
| 2004    | Da Cor do Pecado             | Wilson                                | Episódio: "4 de abril"                                  |
| 2005–07 | A Diarista                   | Presidiário                           | Episódio: "Aquela da Cadeia"                            |
| 2005–07 | A Diarista                   | Vizinho de Marinete                   | Episódio: "É Fria, Marinete!"                           |
| 2005–07 | A Diarista                   | Bil                                   | Episódio: "Ipanema, 500 Metros"                         |
| 2005–07 | A Diarista                   | Wilson                                | Episódio: "Aquele da Volta das Férias"                  |
| 2005    | Prova de Amor                | Tá Ligado / Claudionor                | Episódios: "1–10 de fevereiro"                          |
| 2006    | A Grande Família             | Mecânico                              | Episódio: "Os Cafajestes"                               |
| 2006    | Cobras & Lagartos            | Sequestrador                          | Episódios: "23–24 de junho"                             |
| 2006    | Malhação                     | Capanga de Lourival                   | Episódio: "18 de agosto"                                |
| 2006    | Pé na Jaca                   | Óbvio                                 | Episódio: "19 de dezembro"                              |
| 2007    | Paraíso Tropical             | Klebão                                | Participação especial                                   |
| 2007    | Os Amadores                  | Assaltante                            | Episódio: "21 de dezembro"                              |
| 2008    | Duas Caras                   | Montanha                              | Episódio: "28 de abril"                                 |
| 2008    | A Favorita                   | Senhorio de Céu                       | Episódio: "3 de julho"                                  |
| 2008    | Beleza Pura                  | Carniça                               | Episódios: "29–30 de julho"                             |
| 2008    | Casos e Acasos               | Ozênio                                | Episódio: "O Concurso, o Vestido e a Paternidade"       |
| 2008    | Faça Sua História            | Boca Vedo                             | Episódio: "O Estouro da Boiada"                         |
| 2008    | Guerra e Paz                 | Empresário                            | Episódio: "Lavanda & Vermelho"                          |
| 2008    | Casos e Acasos               | Célio                                 | Episódio: "A Câmera Escondida"                          |
| 2009    | Caminho das Índias           | Paciente do Dr. Castanho              | Participação especial                                   |
| 2010    | Viver a Vida                 | Coisa Ruim                            | Episódio: "14 de janeiro"                               |
| 2010    | As Cariocas                  | Vendedor do Maracanã                  | Episódio: "A Internauta da Mangueira"                   |
| 2010    | Força-Tarefa                 | Cabo Amaury                           | Episódio: "Roleta Russa"                                |
| 2011    | O Astro                      | Jaé                                   | Episódio: "13 de julho"                                 |
| 2011    | Tapas & Beijos               | Tião                                  | Episódio: "Flagrante no Pôquer"                         |
| 2011–14 | Mais X Favela                | Almir Botelho (Boi)                   |                                                         |
| 2012    | As Brasileiras               | Edmundo                               | Episódio: "A Indomável do Ceará"                        |
| 2012    | Aventuras do Didi            | Guarda de trânsito                    | Episódio: "27 de julho"                                 |
| 2013    | Salve Jorge                  | Queixada                              | Episódios: "4–6 de março"                               |
| 2014    | Fred & Lucy                  | Vieira                                |                                                         |
| 2014    | Vitória                      | Saldanha                              | Episódio: "2 de julho"                                  |
| 2014    | Império                      | Presidiário                           | Episódio: "27 de novembro"                              |
| 2015    | I Love Paraisópolis          | Brasilino Brazuca da Silveira (Jávai) |                                                         |
| 2015–18 | Os Suburbanos                | Wellinto de Souza                     |                                                         |
| 2016    | Malhação: Seu Lugar no Mundo | Reginaldo                             | Episódios: "18–24 de março"                             |
| 2016    | Mister Brau                  | Delegado Santana                      | Episódio: "28 de junho"                                 |
| 2016    | Vai que Cola                 | Sanhaço                               | Episódio: "Com Quem Será?" Episódio: "A Volta de Tiziu" |
| 2017    | Novo Mundo                   | Jacinto                               |                                                         |
| 2018    | Malhação: Vidas Brasileiras  | Aloísio Aníbal                        | Episódios: "20 de junho–14 de julho"                    |
| 2019    | Tô de Graça                  | Edvaldo                               | Episódio: "Um Bebê ou Bebi?"                            |
| 2019    | Carcereiros                  | Edgar de Souza                        | Temporada 2                                             |
| 2020    | Big Brother Brasil           | Participante (4º lugar)               | Temporada 20                                            |
| 2020    | Falas Negras                 | Muhammad Ali                          | Especial de fim de ano                                  |
| 2021    | Salve-se Quem Puder          | Oficial Nanico                        | Episódios: "17 de junho–13 de julho"                    |
| 2021    | Trace Trends                 | Apresentador                          | Quadro: Fala Babu                                       |
| 2021    | Central de Bicos             | Manteiguinha                          |                                                         |
| 2023    | The Masked Singer Brasil     | Professor Coruja                      | Temporada 3                                             |
| 2023    | Amor Perfeito                | Padre Severo (Padrão)                 |                                                         |
| 2023    | Tributo                      | Ele mesmo                             | Episódio: "Léa Garcia"                                  |
| 2024    | O Jogo que Mudou a História  | Hoffman                               |                                                         |
| 2024    | Os Outros                    | Nelson Guimarães                      | Episódio: "9"                                           |

### Cinema
| Ano  | Título                                      | Personagem               | Notas          |
| ---- | ------------------------------------------- | ------------------------ | -------------- |
| 2001 | Um Jeito Brasileiro de Ser Português        | —                        | Curta-metragem |
| 2002 | Cidade de Deus                              | Grande (Big Boy)         |                |
| 2002 | Uma Onda no Ar                              | Roque                    |                |
| 2002 | Na Idade da Imagem ou Projeção              | —                        | Curta-metragem |
| 2003 | O Homem do Ano                              | —                        |                |
| 2003 | As Alegres Comadres                         | Pistola                  |                |
| 2003 | Nevasca Tropical                            | —                        | Curta-metragem |
| 2004 | Redentor                                    | Júnior                   |                |
| 2004 | Quase Dois Irmãos                           | Pingão                   |                |
| 2004 | Ratoeira                                    | Raimundão                | Curta-metragem |
| 2005 | Achados e Perdidos                          | Leão                     |                |
| 2006 | Batismo de Sangue                           | Carcereiro do DOPS       |                |
| 2006 | Cobrador: In God We Trust                   | Pastor                   |                |
| 2006 | Memórias da Chibata                         | Alemão                   | Curta-metragem |
| 2007 | Cidade dos Homens                           | Chefe do Morro do Careca |                |
| 2007 | Estômago                                    | Bujiú                    |                |
| 2008 | Meu Nome Não é Johnny                       | Policial Neves           |                |
| 2008 | Maré, Nossa História de Amor                | Dudu                     |                |
| 2008 | Era uma Vez...                              | Traficante               |                |
| 2009 | Os Normais 2 - A Noite mais Maluca de Todas | Policial no hospital     |                |
| 2010 | O Senhor É o Meu Pastor                     | Jorjão                   | Curta-metragem |
| 2011 | Disparos                                    | Pai do Thiago            |                |
| 2011 | Não se Pode Viver Só de Amor                | Miguel                   |                |
| 2012 | Os Penetras                                 | Guarda Adelair           |                |
| 2014 | Júlio Sumiu                                 | Caolho                   |                |
| 2014 | Tim Maia                                    | Tim Maia                 |                |
| 2014 | Copa de Elite                               | Jamba                    |                |
| 2015 | A Culpa É do Neymar                         | Jair                     | Curta-metragem |
| 2016 | Mundo Cão                                   | Santana                  |                |
| 2017 | Café com Canela                             | Ivan                     |                |
| 2017 | Bandeira de Retalhos                        | Isidoro                  |                |
| 2018 | Praça Paris                                 | Pastor                   |                |
| 2019 | Predileção                                  | —                        | Curta-metragem |
| 2021 | Intervenção: É Proibido Morrer              | Cabo Lôbo                |                |
| 2022 | Os Caras Malvados                           | Sr. Tubarão (voz)        | Dublagem       |
| 2023 | Regra 34                                    | André                    |                |
| 2024 | A Festa de Léo                              | Sérgio                   |                |
| 2024 | Kasa Branca                                 | [ 35 ]                   |                |
| 2024 | Arca de Noé                                 | Lombriga (voz)           | Voz original   |
| 2024 | Oeste Outra Vez                             |                          |                |

### Internet
| Ano           | Título         | Cargo        | Emissão |
| ------------- | -------------- | ------------ | ------- |
| 2020–presente | Babu Santana   | Apresentador | YouTube |
| 2021–presente | Paizão Records | Apresentador | YouTube |

## Discografia

### Singles
| Ano  | Canção        | Álbum                         |
| ---- | ------------- | ----------------------------- |
| 2020 | "Sou Babu"    | Não adicionado a nenhum álbum |
| 2020 | "Soul África" | Não adicionado a nenhum álbum |

## Teatro
| Ano  | Título                |
| ---- | --------------------- |
| 2016 | Gostava Tanto de Você |

## Prêmios e indicações
| Ano  | Prêmio                                            | Categoria                            | Nomeação                 | Resultado |
| ---- | ------------------------------------------------- | ------------------------------------ | ------------------------ | --------- |
| 2007 | Festival Internacional de Cinema do Rio           | Melhor Ator Coadjuvante              | Estômago                 | Venceu    |
| 2009 | Festival de Cinema de Países de Língua Portuguesa | Melhor Ator Coadjuvante              | Estômago                 | Venceu    |
| 2009 | Grande Prêmio do Cinema Brasileiro                | Melhor Ator Coadjuvante              | Estômago                 | Venceu    |
| 2015 | Festival de Cinema do SESC                        | Melhor Ator                          | Tim Maia                 | Venceu    |
| 2015 | Grande Prêmio do Cinema Brasileiro                | Melhor Ator                          | Tim Maia                 | Venceu    |
| 2015 | Grande Prêmio do Cinema Brasileiro                | Melhor Ator Coadjuvante              | Julio Sumiu              | Indicado  |
| 2020 | Meme Awards                                       | Melhor Artista em Meme               | Big Brother Brasil 20    | Indicado  |
| 2020 | MTV Millennial Awards Brasil                      | Ícone MIAW                           | Big Brother Brasil 20    | Indicado  |
| 2020 | MTV Millennial Awards Brasil                      | Melhor Participante de Reality       | Big Brother Brasil 20    | Indicado  |
| 2021 | Prêmio Arcanjo de Cultura                         | Streaming TV                         | Ele mesmo + Thelma Assis | Venceu    |
| 2024 | Prêmio iBest                                      |                                      |                          |           |
| 2024 | Prêmio iBest                                      | Protagonista Influenciador           | Amor Perfeito            | Pendente  |
| 2024 | Prêmio iBest                                      | Reality Star                         | Big Brother Brasil 20    | Pendente  |
| 2024 | Prêmio iBest                                      | Influenciador Rio de Janeiro         | Babu Santana             | Pendente  |
| 2025 | SEC Awards                                        | Melhor Performance em Filme Nacional | Oeste Outra Vez          | Pendente  |
| 2025 | Prêmio Grande Otelo do Cinema Brasileiro          | Melhor Ator Coadjuvante              | Oeste Outra Vez          | Pendente  |